# Куалиано
Куалиа̀но (на италиански: Qualiano; на неаполитански: Qualian', Куалианъ) е град и община в Южна Италия, провинция Неапол, регион Кампания. Разположен е на 101 m надморска височина. Населението на общината е 25 313 души (към 2010 г.).